# Grijze walvis
De grijze walvis (Eschrichtius robustus) is een baleinwalvis uit de familie van de vinvissen (Balaenopteridae). De grijze walvis trekt jaarlijks tussen het voedselgebied en het gebied waar de jongen ter wereld komen.
De walvis kan een lengte bereiken van 13 tot 15 meter, een gewicht van 14 tot 35 ton en een leeftijd tussen de 50 en 60 jaar.
De grijze walvis werd door walvisjagers ook wel duivelsvis genoemd omdat hij zich, in tegenstelling tot andere walvissoorten, niet zonder gevecht liet vangen.
Er bestaan twee Pacifische populaties van de grijze walvis: een kleine, sterk bedreigde, die tussen de Ochotskzee en zuidelijk Korea trekt, en een grote, die tussen de wateren voor de kusten van Alaska en Neder-Californië pendelt. Een derde populatie, de Noord-Atlantische, werd in het begin van de 18e eeuw door overbejaging tot uitsterven gebracht. In het begin van de 21ste eeuw werd er echter een grijze walvis waargenomen in de Middellandse Zee en in de Atlantische Oceaan ten zuiden van de evenaar.

## Migratie
In de herfst begint de Californische grijze walvis aan een 2 tot 3 maanden durende en 8000 tot 9000 kilometer lange reis naar het zuiden langs de kust van Canada, de Verenigde Staten en Mexico. De dieren trekken hierbij in kleine groepjes.
Hun reisdoel zijn de kustwateren van Neder-Californië en de Golf van Californië waar de jongen worden geboren en de paring plaatsvindt. Hun paringsgedrag is complex en er zijn vaak drie of meer dieren bij betrokken. De draagtijd is ongeveer een jaar en vrouwtjes krijgen om de twee jaar een enkel jong. Het jong wordt met het hoofd eerst geboren. Vermoed wordt dat ze de ondiepe lagunes opzoeken om hun jonggeborene te beschermen tegen haaien. Enkele weken na de geboorte begint de reis noordwaarts.
De totale reis is 15.000 tot 22.000 kilometer lang en daarmee de langste jaarlijkse trek van alle zoogdieren. De grootste gemeten afstand is 22.511 km, meteen ook de grootste bekende trekafstand van alle zoogdieren. Rond het kijken naar deze walvistrek is een toeristenindustrie ontstaan, in het Engels whale watching genoemd.

## Voedsel
De grijze walvis voedt zich voornamelijk met bodembewonende schaaldieren, wormen, zeesterren en andere kleine dieren, die het zijdelings van de zeebodem opvist. De soort wordt gerekend tot de baleinwalvissen, want in de bek bevinden zich baleinen, die worden gebruikt als een soort zeef en waarmee de prooidieren worden uitgezeefd. In elke bovenkaakhelft bevinden zich 130 tot 180 korte baleinplaten met een lengte van ongeveer 40 cm.
Het dier foerageert voornamelijk tijdens de zomermaanden in de noordelijke wateren. Tijdens de trek leeft het vooral van opgebouwde vetreserves.

## Uiterlijk
Het lichaam van de walvis is bedekt met kenmerkende grijs-witte patronen, littekens die achterbleven na het afvallen van de vele parasieten waardoor ze worden geplaagd.

## Status
De enige waar een grijze walvis iets van heeft te duchten zijn orka's, de mens en mogelijk haaien. Vermoed wordt dat haaien jonge grijze walvissen aanvallen. Nadat de voortplantingsgebieden in de Californische kustwateren in 1857 waren ontdekt, werd de populatie in korte tijd nagenoeg tot uitsterven gebracht.
Toen de jacht onrendabel werd (door de afnemende aantallen) nam het aantal dieren langzaam weer toe. Met de komst van de fabrieksschepen in de 20e eeuw nam het aantal echter weer snel af. Sinds 1946 wordt de soort beschermd door internationale afspraken en wordt er niet meer op gejaagd.
Volgens recente tellingen bestaat de populatie uit 17.000 tot 26.000 dieren. De Aziatische populatie bestaat volgens de laatste telling uit slechts 101 dieren.